# 야나이시
야나이시(일본어: 柳井市)는 일본 야마구치현 남동부에 있는 시이다.

## 역사
에도 시대에 이와쿠니 깃카와씨(이와쿠니번)의 영지로 메이지 유신 후에도 상업 도시로 발전하였다.
- 1954년 3월 - 구가군 야나이정·히즈미촌·신조촌·요다촌·이카치촌이 합병해 야나이시가 성립하였다.
- 1954년 5월 - 오시마군 헤이군촌을 편입하였다.
- 1956년 7월 - 구마게군 아즈키촌을 편입하였다.
- 1956년 9월 - 구마게군 이호노쇼촌을 편입하였다.
- 2005년 2월 21일 - 구가군 오바타케정과 합병해 새로운 야나이시가 되었다.

## 인구
| 연도                        | 인구   | ±%    |
| --------------------------- | ------ | ----- |
| 1950                        | 50,375 | —     |
| 1955                        | 49,609 | −1.5% |
| 1960                        | 46,447 | −6.4% |
| 1965                        | 44,205 | −4.8% |
| 1970                        | 42,841 | −3.1% |
| 1975                        | 43,341 | +1.2% |
| 1980                        | 42,912 | −1.0% |
| 1985                        | 41,798 | −2.6% |
| 1990                        | 40,478 | −3.2% |
| 1995                        | 38,963 | −3.7% |
| 2000                        | 37,251 | −4.4% |
| 2005                        | 35,927 | −3.6% |
| 2010                        | 34,719 | −3.4% |
| 2015                        | 32,945 | −5.1% |
| 2020                        | 30,799 | −6.5% |
| Yanai population statistics |        |       |

## 지리
야마구치현 남동부, 구마게반도의 동안부터 밑까지 위치하며, 세토나이카이 국립공원의 일부인 자연 경관이 있다. 오바라 해협을 사이에 두고 대안에는 스오오섬이 있다.
시역은 연안부, 내륙부(이카치 지구, 히즈미 지구), 반도, 도서부(헤이군섬)로 이루어지고 총 면적의 반 이상이 산지와 구릉지이다. 시가지는 평탄부와 해안가에 형성되어 있다. 북부의 내륙부에 분지가 분포하고 농산촌 취락이 산재한다. 반도·도서부는 비교적 험난한 구릉지가 복잡하게 얽혀 있는 해안선의 변화가 풍부한 지형이다.

### 기후
세토 내해식 기후로 겨울이 온난하고 비교적 비가 적어 생활하기 좋다. 연평균 기온은 14~16℃ 정도, 연 강수량은 1,600~1,700mm 정도이다.
| 야나이시의 기후                                              | 야나이시의 기후 | 야나이시의 기후 | 야나이시의 기후 | 야나이시의 기후 | 야나이시의 기후 | 야나이시의 기후 | 야나이시의 기후 | 야나이시의 기후 | 야나이시의 기후 | 야나이시의 기후 | 야나이시의 기후 | 야나이시의 기후 | 야나이시의 기후 |
| 월                                                           | 1월             | 2월             | 3월             | 4월             | 5월             | 6월             | 7월             | 8월             | 9월             | 10월            | 11월            | 12월            | 연간            |
| ------------------------------------------------------------ | --------------- | --------------- | --------------- | --------------- | --------------- | --------------- | --------------- | --------------- | --------------- | --------------- | --------------- | --------------- | --------------- |
| 역대 최고 기온 °C (°F)                                       | 18.8 (65.8)     | 20.4 (68.7)     | 23.2 (73.8)     | 27.7 (81.9)     | 31.1 (88.0)     | 32.4 (90.3)     | 36.5 (97.7)     | 36.5 (97.7)     | 35.2 (95.4)     | 30.8 (87.4)     | 25.2 (77.4)     | 22.3 (72.1)     | 36.5 (97.7)     |
| 일평균 최고 기온 °C (°F)                                     | 9.8 (49.6)      | 10.5 (50.9)     | 13.8 (56.8)     | 18.9 (66.0)     | 23.3 (73.9)     | 25.9 (78.6)     | 29.9 (85.8)     | 31.5 (88.7)     | 28.3 (82.9)     | 23.2 (73.8)     | 17.6 (63.7)     | 12.2 (54.0)     | 20.4 (68.7)     |
| 일일 평균 기온 °C (°F)                                       | 5.0 (41.0)      | 5.7 (42.3)      | 9.0 (48.2)      | 13.8 (56.8)     | 18.3 (64.9)     | 21.8 (71.2)     | 25.8 (78.4)     | 27.2 (81.0)     | 24.0 (75.2)     | 18.5 (65.3)     | 12.7 (54.9)     | 7.3 (45.1)      | 15.8 (60.4)     |
| 일평균 최저 기온 °C (°F)                                     | 0.7 (33.3)      | 1.1 (34.0)      | 4.1 (39.4)      | 8.8 (47.8)      | 13.8 (56.8)     | 18.5 (65.3)     | 22.8 (73.0)     | 23.9 (75.0)     | 20.4 (68.7)     | 14.4 (57.9)     | 8.3 (46.9)      | 2.9 (37.2)      | 11.6 (52.9)     |
| 역대 최저 기온 °C (°F)                                       | −6.7 (19.9)     | −7.9 (17.8)     | −4.7 (23.5)     | −1.1 (30.0)     | 3.5 (38.3)      | 9.8 (49.6)      | 15.9 (60.6)     | 17.2 (63.0)     | 9.7 (49.5)      | 2.2 (36.0)      | −1.6 (29.1)     | −5.0 (23.0)     | −7.9 (17.8)     |
| 평균 강수량 mm (인치)                                        | 54.0 (2.13)     | 78.5 (3.09)     | 137.9 (5.43)    | 164.9 (6.49)    | 184.4 (7.26)    | 276.0 (10.87)   | 287.1 (11.30)   | 126.9 (5.00)    | 152.3 (6.00)    | 108.7 (4.28)    | 78.0 (3.07)     | 63.7 (2.51)     | 1,712.4 (67.42) |
| 평균 강수일수 (≥ 1.0 mm)                                     | 6.5             | 7.7             | 9.9             | 9.7             | 9.4             | 12.1            | 10.2            | 7.5             | 8.6             | 6.8             | 7.3             | 6.8             | 102.5           |
| 평균 월간 일조시간                                           | 152.8           | 154.0           | 179.5           | 201.3           | 217.9           | 155.3           | 190.1           | 225.5           | 173.5           | 179.3           | 161.8           | 158.8           | 2,149.7         |
| 출처: 일본 기상청 (평년값: 1991년~2020년, 극값: 1977년~현재) |                 |                 |                 |                 |                 |                 |                 |                 |                 |                 |                 |                 |                 |

### 인접하는 자치체
- 히카리시
- 이와쿠니시
- 구마게군 히라오정, 다부세정, 가미노세키정
- 오시마군 스오오시마정

## 교통

### 철도
- 서일본 여객철도 산요 본선

### 도로
- 국도 제188호선
- 국도 제437호선 (일본)(일본어판)

## 자매 도시
- 미국 하와이주 카우아이섬
- 중화인민공화국 안후이성 화이난시
- 중화인민공화국 산둥성 장추시